# アオーラ・マドリード
アオーラ・マドリード（スペイン語: Ahora Madrid）はスペインの政党で、「人民統一市民候補」と自らを定義し、「有機的生命を持たない道具としての政党」として、2015年の自治体選挙においてマドリード自治体政府参画を目的として設立された。
自治体選挙への参戦はポデーモスと、グアニェム・バルサローナに着想を得た選挙プラットフォームであるガネーモス・マドリードとの間の協定に始まり、そこにはその他の政党や個人レベルでの参加も見られた。選挙の結果アオーラ・マドリードは第2党となり、候補者名簿筆頭のマヌエラ・カルメーナ・カストリージョは首長指名選挙で多数票を得て、マドリード市長となった。

## 経緯

### 設立
2014年6月28日「ムニシパリア」という名称で設立され、その後、アダ・クラウによって設立された市民プラットフォームであるグアニェム・バルサローナに一致させ、相乗効果を追求するべく、その名称をガネーモス・マドリードに変更することとなった。ただし両者の間には直接的な関係はない。ガネーモス・マドリードは個々の市民、団体、政党、運動体などが合流する自発的で水平的な市民の合議制組織として誕生した。

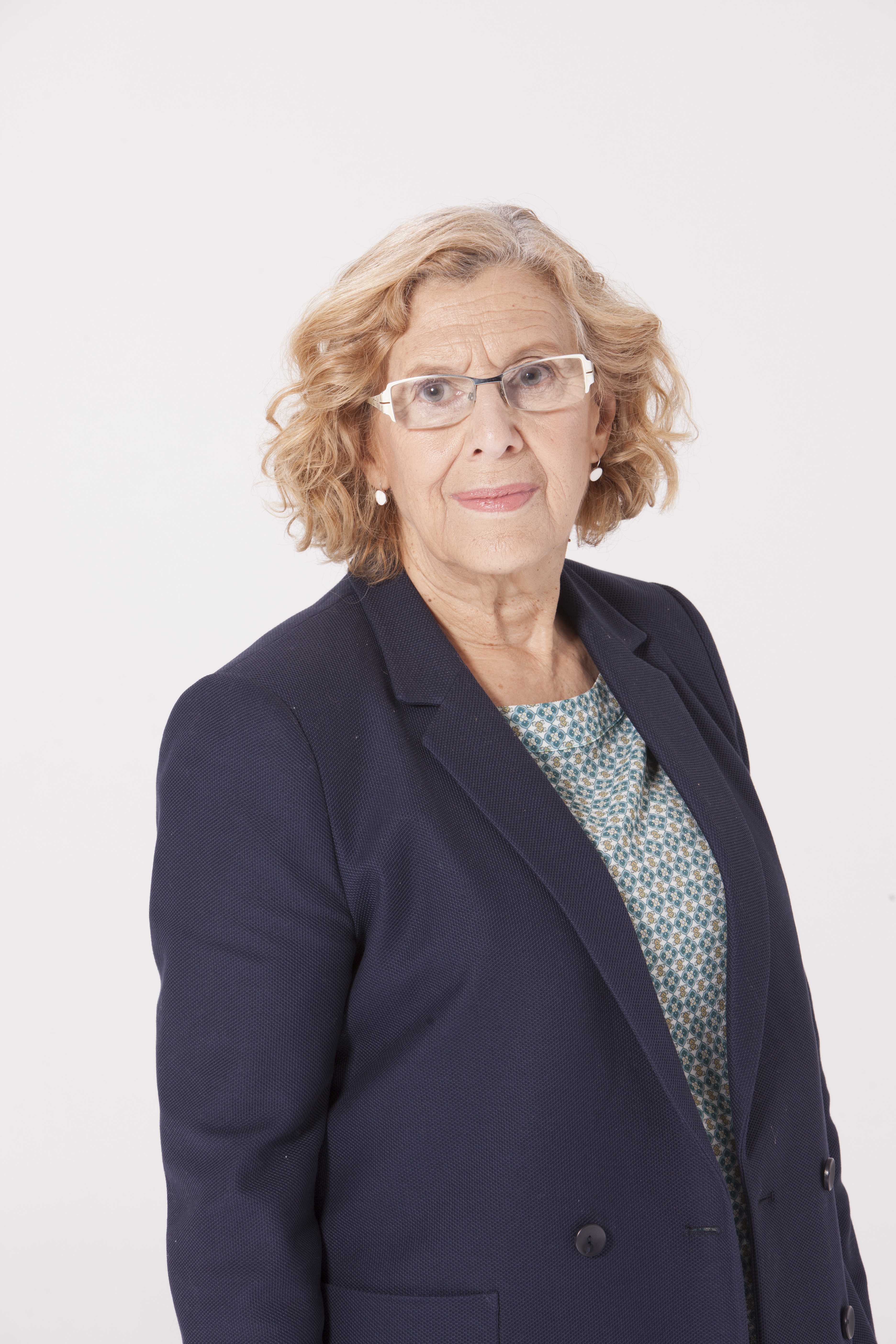
候補者予備選挙で、候補者名簿筆頭（市長候補）に選出された元マドリード市長のマヌエラ・カルメーナ・カストリージョ。

2014年11月4日この市民団体は一般に公表され、翌2015年に予定されていた自治体選挙に参戦するために2か月以内に30,000人の署名を獲得する目標を掲げた。12月末には目標の署名数を上回った。
2015年1月29日、ガネーモス・マドリードとポデーモスは自治体選挙に臨むための「道具としての政党」に合流することを取り決めた。当初統一左翼（IU）は政党の選挙連合体として、またポデーモスは有権者の集合体として選挙に臨むことを模索していた。

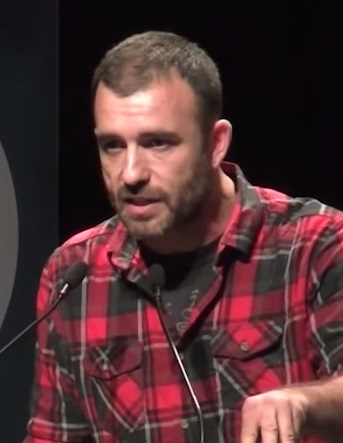
候補者名簿第2位に選ばれたナチョ・ムルギ。

3月6日、市民運動、個人協力者、政党などが結集するための道具としての政党としてアオーラ・マドリードが発表された。3月9日候補者選出のための予備選挙が開始された：この過程でマドリード統一左翼（IUCM）の執行部は、予備選挙での立候補予定者を支持するメンバーが不参加であった統一左翼（IU）の大会において、全国執行部が一人の女性候補者を承認しないとの発表の後、アオーラ・マドリードに対して選挙では自分たちの候補者を出すつもりであることを連絡してきた、マウリシオ・バリエンテは会議での話し合いの後、アオーラ・マドリードの予備選挙に候補者として臨むことを選択した。
3月30日、オンラインで15,000人が参加した予備選挙の結果が公表された。マヌエラ・カルメーナが広範な支持を獲得し、市長候補に選出された。またマドリードの住民団体連合会の元会長のナチョ・ムルギが名簿第2位に、イネス・サバネス（Equo）が第3位に、マウリシオ・バリエンテ（IU）が第4位に、リタ・マエストレ（Podemos）が第5位に、パブロ・カルモーナ（ガネーモス・マドリード）が第6位に、マルタ・イゲーラス（元バスク州政府司法局長）が第7位に、パブロ・ソト（Podemos）が第8位に、セリア・マジェール（ガネーモス・マドリード）が第9位に、ホルヘ・ガルシーア（元IU）が第10位に選出された。
綱領の作成は全ての市民に開かれ、多くの提案が最終的な綱領案に盛り込まれた。そして予備選挙と同時に、「自治体政府が最初の100日間で実施」すべき綱領の中身についての優先順位が選択され、投票された。
選挙ではマドリード共産党や、Convocatoria por Madrid、Por Un Mundo Más Justoなどの他党の支持が呼び掛けられた。

### 選挙

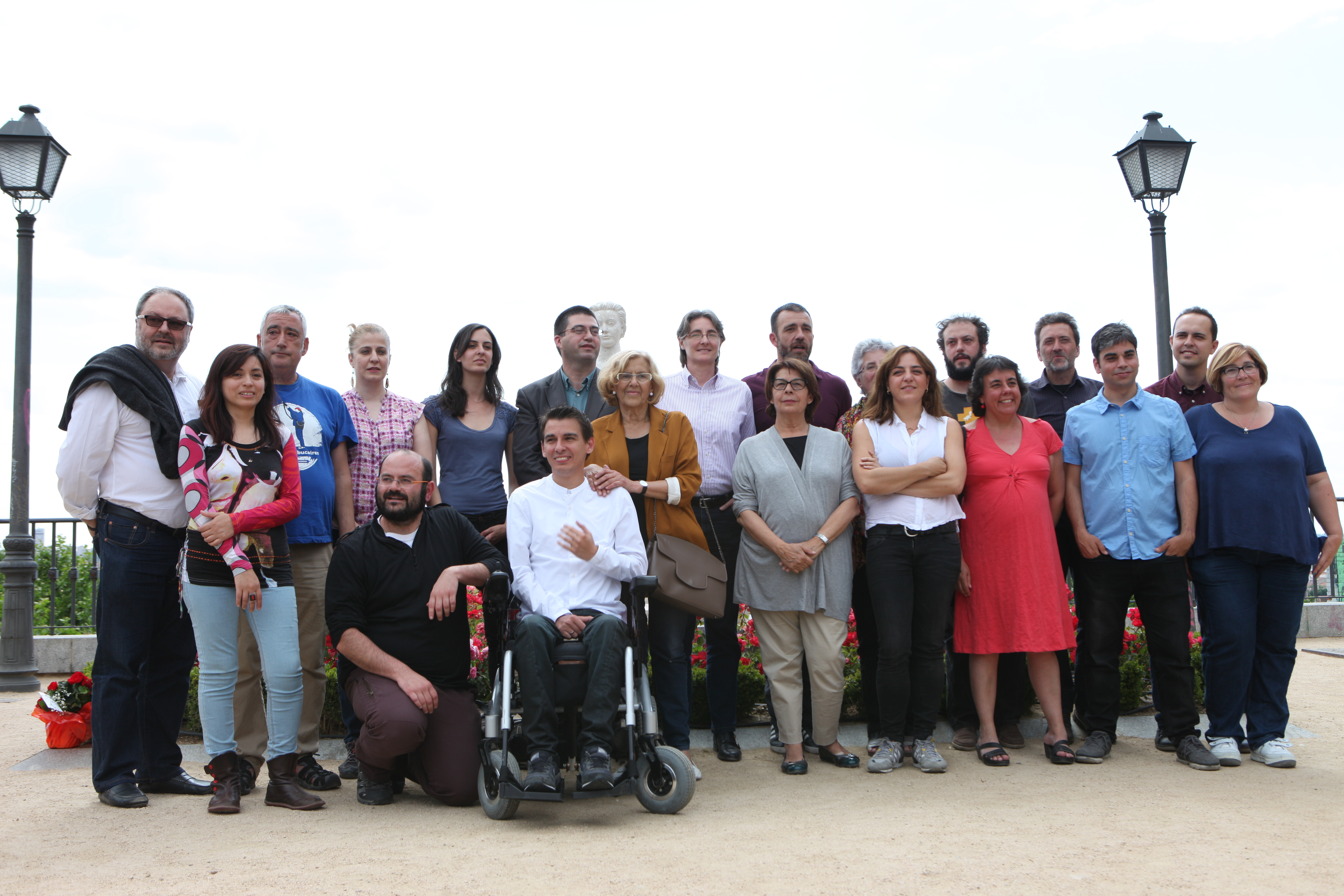
アオーラ・マドリード所属議員。

2015年3月24日に行われた自治体選挙では21議席を獲得して第1党となったマドリード国民党に次ぎ20議席を獲得、第2党となった。
選出された20人の議員は名簿順で以下の通りである：マヌエラ・カルメーナ、ナチョ・ムルギ、イネス・サバネス、マウリシオ・バリエンテ、リタ・マエストレ、パブロ・カルモーナ、マルタ・イゲーラス、パブロ・ソト、セリア・マジェール、ホルヘ・ガルシーア、マルタ・ゴメス、ギジェルモ・サパータ、ロミー・アルセ、カルロス・サンチェス、モンセラ・ガルセラン、フランシスコ・ペレス、エステル・ゴメス、ハビエル・バルベーロ、ジョランダ・ロドリゲス、ホセ・マヌエル。これらのうち8人はポデーモス、5人はマドリード統一左翼（マドリード統一左翼が統一左翼脱退後、3人は統一左翼に復帰）、3人がガネーモス・マドリード、3人が無所属、1人がEquoの所属である。

### ギジェルモ・サパータ問題
社会労働党所属議員の協力で、アオーラ・マドリードのマヌエラ・カルメーナの市長指名が行われた数時間後、文化・スポーツ担当職に任命されたギジェルモ・サパータが過去にtwitter上に書いたブラックユーモアがマスコミに取り上げられ、それに対する議論が沸き起こった。その内容はマドリード議会の野党とスペインのユダヤ人コミュニティーにより侮蔑的であると批判され、辞任を求められた。その後サパータは文化・スポーツ担当職を辞任することとなったもののフエンカラル＝エル・パルド区選出議員としてマドリード市政府内に留まっている。